# Васильев, Фёдор Павлович
Фёдор Па́влович Васи́льев (24 июля 1935, Суккулово, Башкирская АССР — 5 февраля 2023) — советский и российский математик, профессор ВМК МГУ.

## Биография
В 1949 году окончил Суккуловскую семилетнюю школу.
В 1953 году окончил Белебеевское педучилище.
1953—1955 годах работал учителем физики и математики в школах Чарджоуской области Туркменской ССР.
1955—1960 годах учёба на Механико-математическом факультете МГУ, который окончил с отличием.
1960—1963 годы учёба в аспирантуре мехмата МГУ.
Кандидат физико-математических наук (1964). Тема диссертации: «Разностный метод решения задач типа Стефана для квазилинейного параболического уравнения с разрывными коэффициентами» (научный руководитель Б. М. Будак).
Доктор физико-математических наук (1986). Тема диссертации: «Методы решения неустойчивых экстремальных задач с неточно заданными исходными данными».
В 1990 году присвоено звание профессора.
С 1963 года работал в МГУ на кафедре вычислительной математики мехмата МГУ в должности ассистента (1963—1966), доцента (1966—1970).
С 1970 года работал на факультете ВМК МГУ на кафедре вычислительной математики в должности доцента (1970—1982), затем — на кафедре математической физики в должности доцента (1982—1986), профессора (1986—1991) и в должности профессора кафедры оптимального управления (с 1991).
Входил в редколлегию ЖВМиМФ.
Скончался 5 февраля 2023 года.

## Область научных интересов
Вычислительная математика, теория экстремальных задач, оптимальное управление.
Фёдором Васильевым разработаны и исследованы методы решения краевых задач с неизвестной границей для параболических уравнений, задач быстродействия для управляемых систем в банаховых пространствах, методы регуляризации различных классов неустойчивых задач минимизации, задач равновесного программирования, когда неточно заданы не только целевая функция, но и множество, в котором ищется точка минимума или точка равновесия.

## Преподавательская деятельность
Фёдор Васильев читает на ВМК МГУ общий курс «Методы оптимизации», является автором спецкурсов: «Методы решения неустойчивых задач минимизации», «Метод моментов в задачах оптимального управления», «Непрерывные методы минимизации», «Задачи управления и наблюдения в линейных системах», «Динамическая регуляризация в задачах наблюдения».

## Награды
- Заслуженный профессор МГУ (2000).
- Лауреат премии имени М. В. Ломоносова за педагогическую деятельность (2010).
- «За освоение целинных земель» (1957);
- «За доблестный труд. В ознаменование 100-летия со дня рождения Владимира Ильича Ленина» (1970);
- «Ветеран труда» (1987);
- «В память 850-летия Москвы» (1997).
- Почётный работник высшего профессионального образования Российской Федерации (2005)

## Подготовка научных кадров
Фёдор Васильев подготовил 26 кандидатов наук, 9 учеников стали докторами наук, а также под его руководством 4 стажёра из Югославии защитили докторские диссертации в Белградском университете.